# Médaille internationale de chirurgie
La Médaille internationale de chirurgie (Fondation Lannelongue) a été créée en 1911 par Odilon Lannelongue en souvenir de son épouse Marie Lannelongue, née Cibiel, veuve du vicomte Pierre de Rémusat, infirmière dévouée aux blessés de la guerre de 1870.
Elle est décernée tous les cinq ans par l'Académie nationale de chirurgie. 
Elle est qualifiée d'internationale, car attribuée à un chirurgien de n’importe quel pays « qui aura fait la découverte chirurgicale la plus notoire ou les travaux les plus utiles à l’art et à la science de la chirurgie ». 
L’attribution ne peut être faite deux fois de suite dans la même nationalité et répond à des règles complexes et strictes.

## Récipiendaires
Liste :
- 2012 : Alain Carpentier (Paris)
- 2007 : Maurice E. Müller (Berne)
- 2002 : Christian Cabrol (Paris)
- 1997 : Thomas Starzl (Pittsburgh)
- 1992 : Claude Couinaud (Paris)
- 1987 : Norman Shumway (Stanford)
- 1982 : Robert Merle d'Aubigné (Paris)
- 1977 : Ton That Tung (Hanoï)
- 1972 : François de Gaudart d'Allaines (Paris)
- 1967 : Owen Wangensteen  (Minneapolis)
- 1962 : Sir Russel C. Brock (Londres)
- 1957 : Wilder Penfield (Montréal)
- 1952 : Paul Santy (Lyon)
- 1947 : Clarence Crafoord (Stockholm)
- 1936 : Albin Lambotte (Anvers)
- 1931 : René Leriche (Strasbourg)
- 1924 : Georges Crile (Cleveland)
- 1919 : Henri Gaudier (Lille)
- 1910 : Sir Victor Horsley (Londres)